# Olympic Air
Olympic Air (греч. Ολυμπιακή) — греческая региональная авиакомпания, осуществляющая внутренние, а также несколько международных рейсов по Европе. Была образована в 2009 году в результате приватизации национального авиаперевозчика Греции Olympic Airlines, от которого авиакомпания унаследовала логотип, часть воздушного парка и идентифицирующие коды ИАТА и ИКАО.
В 2012 году Olympic Air была выкуплена своим основным на тот момент конкурентом в Греции авиакомпанией Aegean Airlines. В октябре 2013 года этот выкуп был официально утверждён Европейской комиссией и Olympic Air становится  дочерним подразделением Aegean.

## Флот

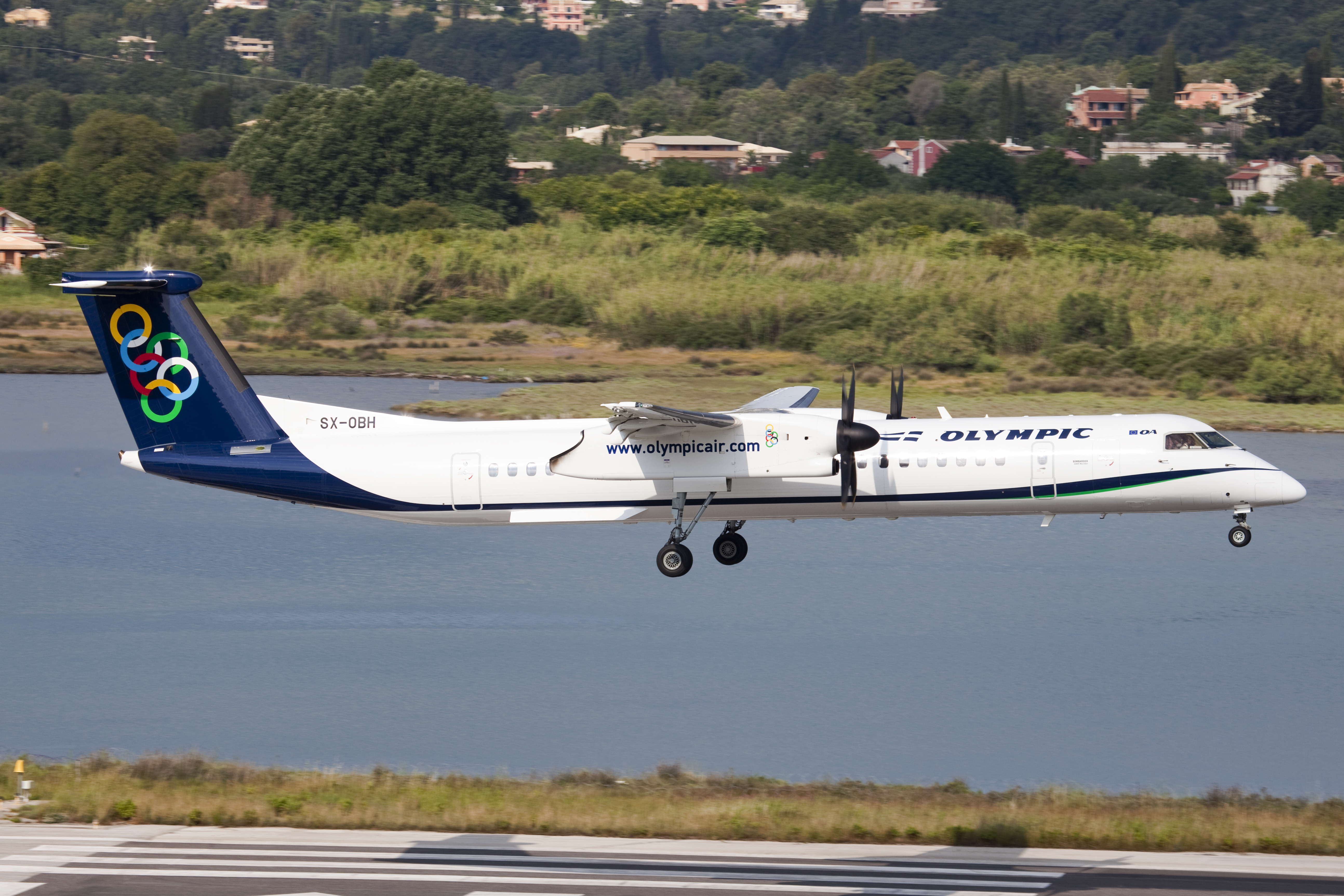
Bombardier Dash 8 Q400 авиакомпании Olympic Air заходит на посадку

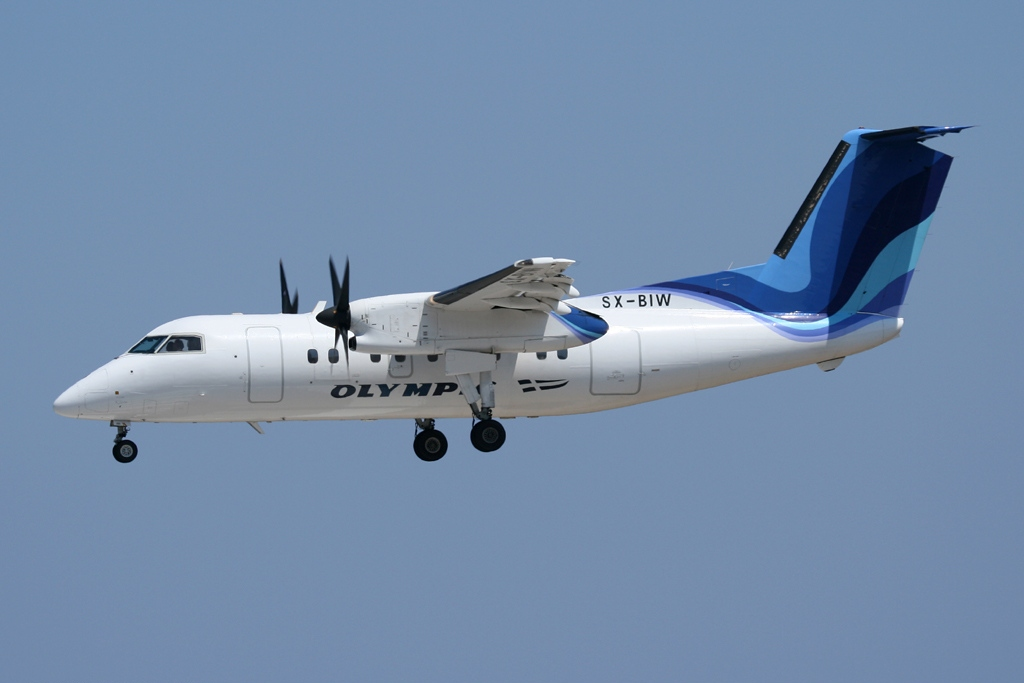
Bombardier Dash 8 Q-100 авиакомпаний Olympic Air в ливрее Austrojet-hybrid livery

По состоянию на ноябрь 2018 года флот авиакомпании состоит из следующих самолётов: